# Maunzen
Maunzen oder Maunzenapfel bezeichnet eine alte deutsche Herbstapfelsorte. Aufgrund ihrer Frosthärte fand sie nach dem strengen Winter 1928/29 in Süddeutschland eine weite Verbreitung. Benannt ist sie nach ihrem Entdecker, dem Baumwart Maunzen, der die Sorte um 1900 herum als Zufallssämling fand.

## Beschreibung
Die Früchte dieser Sorte erreichen ihre Baumreife ab Mitte bis Ende September und können als Mostapfel und Back- und Kochapfel verwendet werden, nicht jedoch als Tafelapfel. Prinzipiell bis Februar haltbar, werden die Früchte jedoch meist direkt nach der Ernte verwertet, sind sie doch wegen des sehr hohen Zucker- und Säuregehalts begehrtes Kelterobst.
Es handelt sich um eine eher robuste und für Höhenlagen geeignete Sorte mit mittlerem bis starkem Wuchs, der bis ins hohe Alter anhält. Der Apfel selber ist eher klein bis mittelgroß mit ausgeprägten Rippen, die Frucht wirkt dadurch oft kantig. Die gelblich weiße Grundfarbe schmückt sich zur Reife mit roten bzw. rosafarbenen Streifen ähnlich der Farbe der Blütenblätter, welche nicht vollständig weiß, sondern teils rosa gefärbt sind. Der Apfel ist sehr fest und saftig mit rein weißem Fruchtfleisch, welches stark säuerlich und, bei Baumreife, oft ein wenig bitter schmeckt. 
Der Baum ist nur schwach anfällig für Obstbaumkrebs und Feuerbrand, gar nicht für Schorf. Er braucht nur wenig Pflege und ist ausgesprochen frosthart. Die Krone ist gut gebaut und kugelig. Die Sorte wurde, wegen ihrer herausragenden Frostresistenz, häufig als Stammbildner eingesetzt. 
Wie viele andere Massenträger auch neigt die Sorte, trotz fachgerechten Schnittes, stark zur Alternanz, in jedem zweiten Jahr findet sich oftmals nicht ein einziger Apfel am Baum. In den anderen Jahren jedoch sind die Erträge oft derartig hoch, dass die Äpfel nach dem Schütteln sogar in zwei Lagen den Boden bedecken.

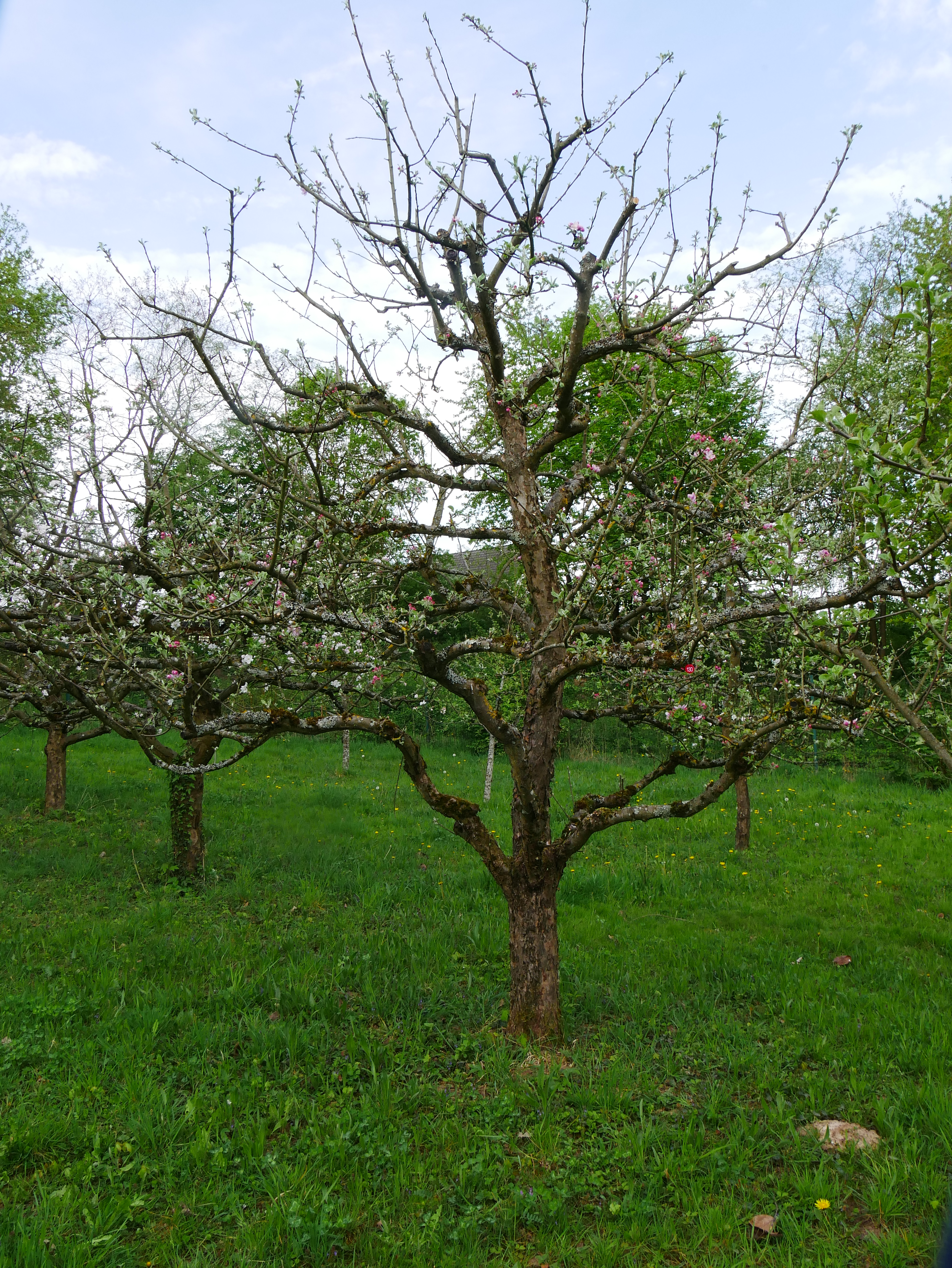
Maunzenapfel Ganzer Baum
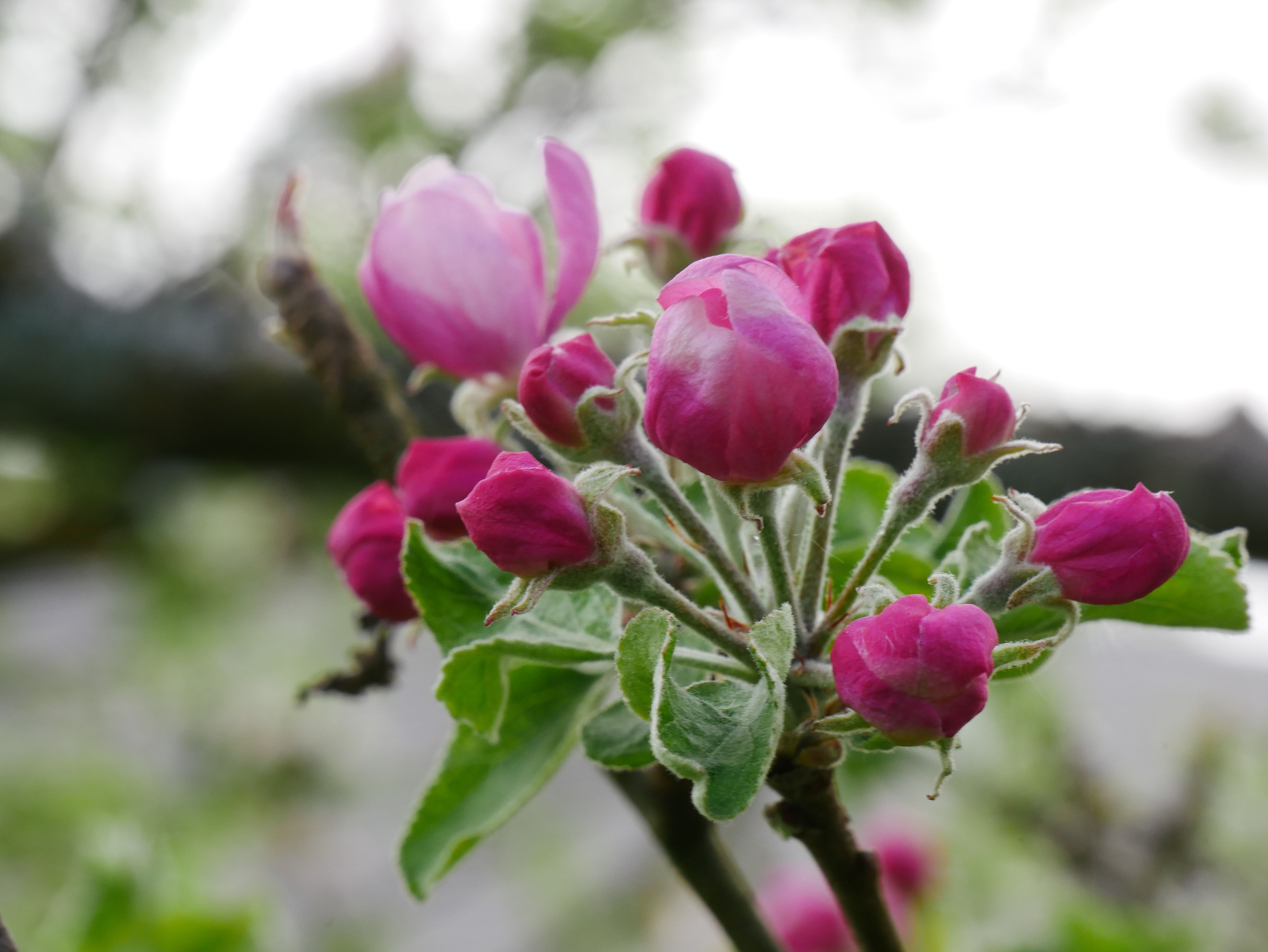
Knospen des Maunzenapfels
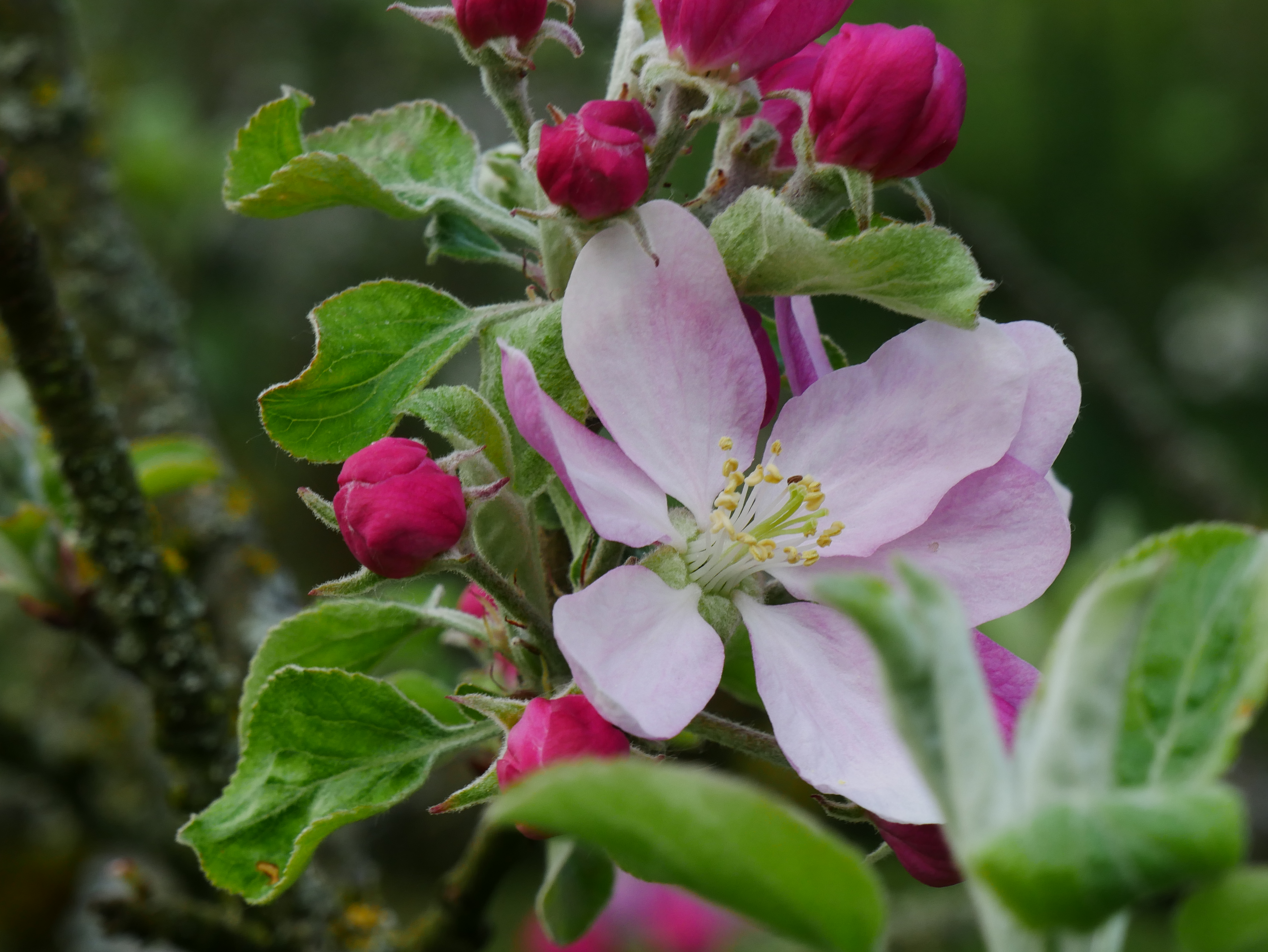
Blüte des Maunzenapfels mit  Rosafärbung.
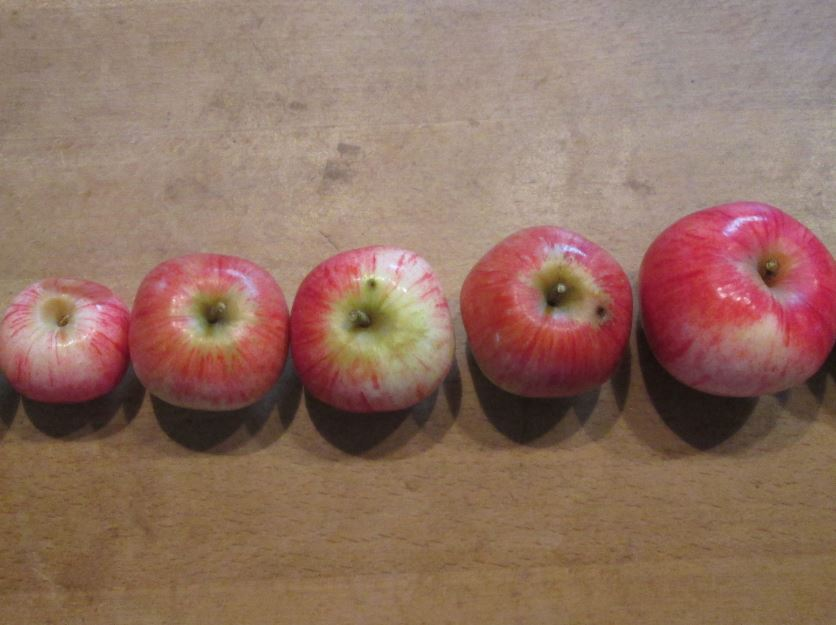
Maunzenäpfel in verschiedenen Größen und kantiger Form.